# Canarium subulatum
Canarium subulatum är en tvåhjärtbladig växtart som beskrevs av André Guillaumin. Canarium subulatum ingår i släktet Canarium och familjen Burseraceae. Inga underarter finns listade i Catalogue of Life.